# Henry Neumann Zayas
Henry Neumann Zayas (12 de diciembre de 1950) es un deportista, abogado y político cubano-puertorriqueño. Actualmente se desempeña como senador del Distrito de San Juan-I en el Senado de Puerto Rico. Previamente sirvió como Secretario de Recreación y Deportes de Puerto Rico y del 2000 al 2007 sirvió como Presidente del Baloncesto Superior Nacional, la liga superior de baloncesto de Puerto Rico.
Luego de finalizar la escuela superior entró a Georgetown University en Washington D. C., donde estudió un Bachillerato en administración de empresas y se graduó con honores en 1972. Una vez completó su educación universitaria, sirvió en el  Ejército de los Estados Unidos. Regresó a la isla para estudiar en la Escuela de Derecho de la Universidad de Puerto Rico, donde obtuvo el grado de Juris Doctor en 1975.
En junio de 2008, fue elegido para el comité organizador de los XXI Juegos Centroamericanos y del Caribe. Los juegos fueron llevados a cabo en la ciudad de Mayagüez en el verano del 2010. Para facilitar la colaboración del gobierno con la organización de los juegos, el gobernador Luis Fortuño lo invitó a presidir un comité organizador de 25 miembros compuesto por cabezas de las diferentes agencias del gobierno. 

## Carrera política
En marzo de 2008, aspiró a convertirse en uno de los seis candidatos del Partido Nuevo Progresista para el senado por acumulación pero terminó en séptimo lugar en las primarias.
Del 2013 hasta el 2014 sirvió como Comisionado electoral del Partido Nuevo Progresista en la Comisión Estatal de Elecciones de Puerto Rico.
El 26 de octubre de 2015, Neumann anunció su candidatura al Senado por el Partido Nuevo Progresista. Resultó electo en las elecciones del 2016 y fue reelecto en las elecciones del 2020.
Para las primarias del Partido Nuevo Progresista del 2020 endosó al ex-comisionado residente Pedro Pierluisi (quién resultó victorioso) sobre la gobernadora incumbente Wanda Vázquez Garced.

## Actividad en el Senado
En enero del 2020 fue electo como vicepresidente del senado tras la renuncia del senador Larry Seilhammer, cargó que desempeñó hasta que su partido perdió la mayoría en el 2021.
Para el ciclo 2021-2025 el senador Neumann integra las siguientes comisiones: Comisión de Cumplimiento y Reestructuración, Comisión de Desarrollo de la Región Norte, Comisión de Ética, Comisión de Innovación, Telecomunicaciones, Urbanismo e Infraestructura, Comisión de lo Jurídico, Comisión de Juventud y Recreación y Deportes y la Comisión de Seguridad Pública y Asuntos del Veterano.
En marzo de 2021 anunció que votaría en contra de la confirmación de la secretaria de educación designada Elba Aponte, siendo el único senador del Partido Nuevo Progresista en oponerse a este nombramiento.